# C13H15N3O3
化学式C13H15N3O3的化合物（摩尔质量：261.281 g/mol）可以指：
- CX1739，CAS号：1086377-48-1
- 灭草烟，CAS号：81334-34-1

|  | 这个同类索引页列出了具有相同分子式的化学物（即同分異構體）条目。 除非您是有意链接至本页，否则应将相应条目的内部链接指向正确的条目。 |